# المبيطح (مذيخرة)

تعديل مصدري - تعديل

المبيطح محلة تابعة لقرية الاصروم، التابعة لعزلة الافيوش بمديرية مذيخرة إحدى مديريات محافظة إب في الجمهورية اليمنية، بلغ تعداد سكانها 84 حسب تعداد اليمن لعام 2004.